# Suprnova.org
Suprnova.org var en Bittorrent-sökmotor, en så kallad indextjänst, med ursprung i Slovenien.
Där distribuerades torrents för musik, video, datorspel och program. Ett faktum var att många av dessa torrents ledde till upphovsrättskyddat material. Trackern startades i slutet av 2002 och var under en period den mest populära BitTorrent-sökmotorn. På grund av den stora mängd upphovsrättskyddat material som kunde hittas via sökmotorn, ådrog de sig ögonen från branschorganisationer som till exempel Motion Picture Association of America (MPAA) och Recording Industry Association of America (RIAA). Till följd av detta stängdes Suprnova.org i slutet av 2004 efter hot om rättsliga åtgärder.
I augusti 2007 rekvirerade personerna bakom The Piratebay web-adressen suprnova.org för användning inom piratrörelsen. I samma veva så lanserades också ett gemensamt forum för The Piratebay och Suprnova.org som kallas SuprBay.